# اچ‌دی ۶۷۱۸
اچ‌دی ۶۷۱۸ یک ستاره است که در صورت فلکی نهنگ قرار دارد.